# Eduardo, Conde Palatino de Simmern
Eduardo, Conde Palatino de Simmern (Haia, 5 de outubro de 1625 – Paris, 13 de março de 1663), foi o sexto filho de Frederico V, Eleitor Palatino da Casa de Wittelsbach, apelidado de "Rei de Inverno", da Boêmia e de Isabel Stuart.